# گرهارت انگل
گرهارد انگل (به آلمانی: Gerhard Engel) (زاده ۱۳ آوریل ۱۹۰۶، مرگ ۹ دسامبر ۱۹۷۶) یک نظامی آلمانی در دوره رایش سوم و هشتمین آجودان آدولف هیتلر بود.